# Aceptabilidad
En el ámbito de la lingüística, se denomina aceptabilidad a la forma en que un texto concuerda con las intuiciones lingüísticas de las personas que hablan dicho idioma, en tanto ellos comprenden el mensaje y lo reconocen.
En su análisis, las personas pueden además recurrir a conocimientos que exceden el ámbito lingüístico, tales como la simplicidad del texto, la frecuencia con que dicha forma gramatical ocurre en el lenguaje cotidiano, su semántica, y cómo se adapta el texto a una determinada forma lingüística.
Sin embargo, es posible que una persona admita un texto agramatical, debido a la simplicidad de su representación. Pero puede ocurrir que dicho texto vaya en contra de algún principio gramatical. Por ello, las personas que hablan un idioma no son siempre buenas varas de medir, ya que sus intuiciones no siempre son coincidentes con lo que la gramática determina que es apropiado para ese idioma.

## Aceptabilidad vs. gramaticalidad
Cuando Chomsky introduce el concepto de gramaticalidad, también introduce el concepto de aceptabilidad. Chomsky enfatiza que "el concepto de 'aceptable' no debe ser confundido con el de 'gramáticamente correcto.'"
Para los lingüistas que enfatizan el rol del aprendizaje social, en vez del conocimiento innato del idioma, tales como Hopper, ha habido un gradual viraje desde la consideración de ideas de gramaticalidad en favor del concepto de aceptabilidad.
Aceptabilidad es:
1. Una oración que conscientemente es considerada aceptable tanto por el que la dice como por el que la escucha
2. Una oración natural, apropiada, y con significado en un determinado contexto
3. Una oración que está relacionada con la performance lingüística de la persona que la dice, y que está basada en cómo un idioma es utilizado en una situación real
4. Orientada al hablante, dependiendo de qué es lo que el hablante considera apropiado

Por otra parte, la gramaticalidad es:
1. Un ‘texto’ lingüístico que obedece a un conjunto de reglas establecidas
2. Una expresión gramatical que no necesariamente tiene un significado
3. Basada en la competencia lingüística del hablante o conocimiento del idioma
4. Definida por los posibles resultados que puede generar una gramática particular

A menudo en un experimento se confunden gramaticalidad y aceptabilidad, a veces se les solicita a los hablantes que den su 'evaluación gramatical' en vez de 'opinión sobre aceptabilidad'. La suposición general es que la gramática que utiliza un hablante nativo produce expresiones gramáticamente correctas y que el hablante puede determinar si las expresiones son aceptables en su idioma.